# Loving Arms
Singles de Kris Kristofferson et Rita Coolidge
A Song I'd Like to Sing
(1973) Rain
(1974)
Singles de Elvis Presley
Guitar Man
(1981) There Goes My Everything / You'll Never Walk Alone
(1981)
Loving Arms est une chanson écrite par Tom Jans. En 1973-1974, elle fut enregistrée et publiée par Kris Kristofferson et Rita Coolidge (en duo), par Dobie Gray, par Elvis Presley et par Tom Jans lui-même.
Johnny Hallyday l'a reprise en français sous le titre J'ai pleuré sur ma guitare (sur son album Je t'aime, je t'aime, je t'aime sorti en 1974).

## Histoire
La version de Dobie Gray atteignit la 61e place aux États-Unis en octobre 1973 (la 61e position sur le Billboard Hot 100 pour la semaine du 6 octobre),.
La version de Kris Kristofferson et Rita Coolidge parut en 1973 sur l'album Full Moon de Kristoffersson[citation nécessaire]. Elle est également sortie en single, devenant un hit mineur (la 86e place du Billboard Hot 100 en avril 1974),.
La version d'Elvis Presley initialement parue en 1974 sur son album Good Times. En 1975, elle figure sur la face B de quelques éditions du single My Boy. En 1981, elle fut incluse dans l'album posthume d'Elvis Guitar Man puis fut choisie comme deuxième single extrait de cet album.
Tom Jans l'a reprise sur son album Tom Jans (1974).

## Adaptation française
Johnny Hallyday a repris cette chanson en français sous le titre J'ai pleuré sur ma guitare. Sa version est sortie en 1974 sur son album Je t'aime, je t'aime, je t'aime.

## Classements

### Version de Dobie Gray
| Classement (1973)    | Meilleure position |
| -------------------- | ------------------ |
| États-Unis (Hot 100) | 61                 |

### Version de Kris Kristofferson & Rita Coolidge
| Classement (1974)          | Meilleure position |
| -------------------------- | ------------------ |
| États-Unis (Hot 100)       | 86                 |
| États-Unis (Country Songs) | 98                 |

### Version d'Elvis Presley
| Classement (1981)              | Meilleure position |
| ------------------------------ | ------------------ |
| Royaume-Uni (UK Singles Chart) | 47                 |
| États-Unis (Country Songs)     | 8*                 |

* comme Lovin' Arms / You Asked Me To